# 앨버트 해먼드
앨버트 해먼드(영어: Albert Hammond, OBE, 1944년 5월 18일 ~ )는 영국의 싱어송라이터이며 프로듀서이다.

## 생애
해먼드는 영국 수도 런던에서 출생하였으며 지난날 한때 스페인 수도 마드리드에서 잠시 유아기를 보낸 적이 있는 그는 그 후 스페인 남부 지방에 있는 영국 자치령 직할식민지 지브롤터로 이주하여 그곳에서 성장했다. 15세 시절이던 1959년에 자작곡 싱글 〈New Orleans〉와 〈Fools in Love〉로 음악 활동을 시작하여 다음 해(1960년)에는 그의 형제들과 친구 리처드 카트라이트(Richard Cartwright)로 구성된 아마추어 팝 그룹 더 다이아몬드 보이스(The Diamond Boys)를 결성하였고, 1962년까지 활동하였다.
18세 때(1962년) 그룹에서 나와 영국으로 건너간 그는 리처드 카트라이트와 듀엣으로 앨버트 앤드 리처드(Albert & Richard)라는 팀을 결성하여 활동을 펼쳤다. 그 이름으로 몇 장의 음반을 발표하면서 비틀 타입 영화의 음악을 담당하기도 하였다.
앨버트 앤 리처드를 해산한 뒤, 1965년 해먼드는 그룹 로스 싱코스 리카르도스(Los Cincos Ricardos)에 가입하여 잠시 활동하면서 〈The Train Colors of Love〉 등 여러 곡을 만들었고, 1966년부터 2년 동안 마이크 헤이절우드(Mike Hazlewood) 등과 함께 보컬 팝 음악 그룹 더 패밀리 독(The Family Dogg)을 결성해 활동했다. 1968년부터는 마이크 헤이절우드와 해먼드 앤드 헤이절우드(Hammond & Hazelwood)라는 이름으로 작곡 콤비를 이루어 1975년까지 함께 활동했는데, 이 시기의 작품으로는 조르조 모로더(Giorgio Moroder)의 음악성을 간접 영향 받아 제작한 어린이 TV 프로그램 《올리버와 지하세계》(Oliver in the Overworld) 수록곡 등이 유명하다.
해먼드는 카랑카랑하면서도 맑고 낭낭한 특유의 음색으로 1973년부터 2년여동안 솔로 가수 활동을 병행하면서 〈For the Peace of All Mankind〉와 〈It Never Rains in Southern California(훗날 배리 매닐로가 리메이크하여 히트하기도 한 작품)〉를 비롯한 히트곡으로 인기를 끌었으며, 리오 세이어가 발표하여 히트한 〈When I Need You〉와 스타십이 발표하여 히트한 〈Nothing's gonna stop us now〉의 작곡에 참여했다. 또한 라디오헤드가 발표하여 히트한 〈Creep〉의 작곡에 영향을 준 것으로 인정되어 공동 작곡가로 등재되었다.
1980년 이후에는 미국에서 음악 활동을 하였다.
2000년 대영 제국 훈장 4등급(OBE)을 받은 데 이어, 2008년 작곡가 명예의 전당에 올랐다.

## 주해
1. ↑  이 그룹은 로스 싱코스(Los Cincos)로 이름을 줄여 부르기도 했다.

## 참고 문헌